# Bureaciîha, Ohtîrka
Bureaciîha (în ucraineană Бурячиха) este un sat în comuna Mala Pavlivka din raionul Ohtîrka, regiunea Sumî, Ucraina.

## Demografie
Componența lingvistică a localității Bureaciîha
     Ucraineană (94,29%)
     Rusă (5,71%)
Conform recensământului din 2001, majoritatea populației localității Bureaciîha era vorbitoare de ucraineană (94,29%), existând în minoritate și vorbitori de rusă (5,71%).